# اختلال دوره‌ای حرکت اندام
اختلال دوره‌ای حرکت اندام (Periodic limb movement disorder (PLMD)) از قبیل هر نوع حرکت غیرطبیعی در خواب یا پرش اندام‌ها در لحظه خوابیدن یا بیدار شدن است.
در میان مشکلات بی‌خوابی، اختلالات حرکتی خیلی شایع نیست و در میان ۱۰ تا ۴۰ درصد از بزرگسالان رخ می‌دهد. البته برخی افراد مانند سالمندان بالای ۶۵ سال و خانم‌های باردار بیشتر در معرض مشکلات حرکتی خواب خصوصاً بی‌قراری پا هستند و در اغلب موارد چون در حالت کاملاً خواب برایشان رخ می‌دهد، بدون تشخیص رها می‌شود و علائم آن در زندگی شان جور دیگری بروز خواهد کرد. مثلاً جالب است بدانید که دندان قروچه می‌تواند از دلایل سردرد صبح و درد فک صبحگاهی باشد.
انواع اختلالات حرکتی خواب به شرح زیر است:
- دندان قروچه یا بروکسیم
- سندروم پای بی‌قرار (RLS)
- اختلال حرکت متناوب پا (PLMD)

معمولاً با کالاهای خواب خاص مانند پتوهای سنگین مخصوص بی خوابی و ابزارهای دندانپزشکی برای محافظت از دندان می‌توان بی خوابی را درمان کرد.